# Zeef van Turán
In de getaltheorie, een deelgebied van de wiskunde, is de zeef van Turán een techniek voor het schatten van de grootte van "gezeefde verzamelingen" van positieve gehele getalllen die voldoen aan een aantal voorwaarden die worden uitgedrukt in congruenties. De zeef van Turán werd in 1934  ontwikkeld door de Hongaarse wiskundige Pál Turán. 

## Beschrijving
In termen van de zeeftheorie is de zeef van Turán van het combinatorische type: dat wil zeggen dat de zeef van Turán  wordt afgeleid van een basale vorm van het principe van inclusie en exclusie. Het resultaat geeft een bovengrens voor de grootte van de gezeefde verzameling.
Laat A een verzameling van positieve gehele getallen ≤ x zijn en laat P een verzameling van priemgetallen zijn. Laat Ap voor elke p in P de verzameling van elementen van A aanduiden die deelbaar zijn door p en breidt dit uit door Ad de doorsnede te laten zijn van de Ap voor p die delen op d, wanneer d een product van de verschillende priemgetallen van P is. Laat A1 verder A  zelf aanduiden. Laat z een positief reëel getal aanduiden en laat P(z)  het product van de priemgetallen in P aanduiden die ≤ Z zijn. Het doel van de zeef van Turán is het schatten van de onderstaande formule
{\displaystyle S(A,P,z)=\left\vert A\setminus \bigcup _{p\in P(z)}A_{p}\right\vert .}
Wij nemen aan dat |Ad|, wanneer d een priemgetal p is, kan worden geschat door
{\displaystyle \left\vert A_{p}\right\vert ={\frac {1}{f(p)}}X+R_{p}}
en dat wanneer d een product van twee verschillende priemgetallen d = p q is, door
{\displaystyle \left\vert A_{pq}\right\vert ={\frac {1}{f(p)f(q)}}X+R_{p,q}}
waar X   =   |A| en f een functie is met de eigenschap dat 0 ≤ f(d) ≤ 1. Neem
{\displaystyle U(z)=\sum _{p\mid P(z)}f(p).}
Dan geldt:
{\displaystyle S(A,P,z)\leq {\frac {X}{U(z)}}+{\frac {2}{U(z)}}\sum _{p\mid P(z)}\left\vert R_{p}\right\vert +{\frac {1}{U(z)^{2}}}\sum _{p,q\mid P(z)}\left\vert R_{p,q}\right\vert .}